# Damero (música)
Damero es el nombre artístico de Marit Posch, compositora de música electrónica y cantante alemana aficanda en Berlín. Su único álbum, Happy in grey (feliz en gris), apareció en 2007. Fue publicado por el sello BPitch Control, dirigido por Ellen Allien, y ha sido descrito como bailable y experimental. En su álbum han colaborado otros artistas de la escena electrónica berlinesa como Apparat, AGF, Zander VT y Nevis Peak.
Happy in grey
1. Mope
2. Right wrong
3. Passage to silence (feat. Apparat)
4. 1-1+1-1+1-...=1/2 (feat. AGF)
5. Okay okay
6. Neck warmth
7. Gestern morgen (feat. Nevis Peak)
8. Capricorn saltlick (feat. Zander VT)
9. Sweet thunderheads
10. Things gone (feat. Headkit)
11. I made a home